# Шер (департамент)
Шер (фр. Cher) — департамент в центрі Франції, один з департаментів регіону Центр — Долина Луари. Порядковий номер 18.
Адміністративний центр — Бурж. Населення 314,4 тис. чоловік (70-е місце серед департаментів, дані 1999 р.).

## Географія
Площа території 7235 км². Через департамент протікають річки Орон, Сольдр, Євр і Шер.
Департамент включає 3 округи, 35 кантонів і 290 комун.

## Історія
Шер — один з перших 83 департаментів, створених в березні 1790 р. Займає частину колишньої провінції Беррі.